# David L. Wolper
David Lloyd Wolper (* 11. Januar 1928 in New York City, New York; † 10. August 2010 in Beverly Hills, Kalifornien) war ein US-amerikanischer Produzent von Kino- und Fernsehfilmen. Rund ein halbes Jahrhundert produzierte er Dokumentarfilme und Spielfilme und war einer der Pioniere des Doku-Dramas.

## Leben
David Wolper war ein Einzelkind. Er wuchs auf als Sohn des Geschäftsmanns Irving S. Wolper und der Anna Fass. Er hatte keinen zweiten Vornamen, nutzte aber Lloyd zur Unterscheidung von seinem gleichnamigen Onkel. Er studierte ein Jahr an der Drake University in Des Moines, weitere zwei Jahre an der University of Southern California und brach dann die Hochschule ab, um im Filmgeschäft tätig zu werden. Er war dreimal verheiratet und hinterließ die Söhne Mark und Michel und die Tochter Leslie.
Außergewöhnliche Erfolge waren die Miniserien Roots (1977), Die Dornenvögel (1983) und Fackeln im Sturm, Kinofilme wie Die Brücke von Remagen (1969), L.A. Confidential (1997) und Charlie und die Schokoladenfabrik (1971).
Er war zudem Mitglied des Exekutivkomitees des Los Angeles Olympic Organizing Committee und somit an der Organisation der Olympischen Sommerspiele 1984 beteiligt.

## Auszeichnungen
Oscar
- 1960: Nominierung in der Kategorie Oscar/Bester Dokumentarfilm für The Race for Space
- 1985: Gewinn des Jean Hersholt Humanitarian Award (Ehrenoscar)

Emmy
- 1977: Emmy in der Kategorie Outstanding Limited Series für: Roots
- 1979: Emmy in der Kategorie Outstanding Limited Series für: Roots: The Next Generations
- 1980: Nominierung in der Kategorie Outstanding Limited Series für: The Scarlett O'Hara War
- 1982: Nominierung in der Kategorie Outstanding Informational Special für: Hollywood: The Gift of Laughter
- 1983: Nominierung in der Kategorie Outstanding Limited Series für: Die Dornenvögel
- 1987: Nominierung in der Kategorie Outstanding Variety, Music or Comedy Program für: Liberty Weekend
- 1987: Nominierung in der Kategorie Outstanding Classical Program in the Performing Arts für: Liberty Weekend
- 1990: Nominierung in der Kategorie Outstanding Drama/Comedy Special für: Murder in Mississippi
- 1993: Nominierung in der Kategorie Outstanding Miniseries für: Queen

Außerdem trägt ein Stern auf dem Hollywood Walk of Fame seinen Namen.

## Filmografie (Auswahl)
- 1968: Die Teufelsbrigade (The Devil's Brigade)
- 1969: So reisen und so lieben wir (If It's Tuesday, This Must Be Belgium)
- 1969: Die Brücke von Remagen (The Bridge at Remagen)
- 1971: Die Hellstrom-Chronik (The Hellstrom Chronicle)
- 1971: Charlie und die Schokoladenfabrik (Willy Wonka & the Chocolate Factory)
- 1972: König, Dame, Bube (King, Queen, Knave)
- 1973: München 1972 – 8 berühmte Regisseure sehen die Spiele der XX. Olympiade (Visions of Eight)
- 1988: Roots – Das Geschenk der Freiheit (Roots: The Gift, Fernsehfilm)
- 1996: Mein Mann Picasso (Surviving Picasso)

## Autobiografie
- Producer: A Memoir (zusammen mit David Fisher), Scribner, New York 2003, ISBN 978-0743236874